# Lamillarié
Lamillarié é uma comuna francesa na região administrativa de Occitânia, no departamento de Tarn. Estende-se por uma área de 13,95 km². Em 2010 a comuna tinha 521 habitantes (densidade: 37,3 hab./km²).